# Человек с киноаппаратом
«Челове́к с киноаппара́том» — бессюжетный немой экспериментальный документальный фильм советского режиссёра Дзиги Вертова, выпущенный на экраны в 1929 году.
В 2012 году в опросе почти тысячи кинокритиков британского журнала Sight & Sound «Человек с киноаппаратом» занял восьмое место списка лучших фильмов всех времён. В 2014 году Sight & Sound назвал картину лучшим документальным фильмом всех времён. 

## Авторский замысел
«Человек с киноаппаратом» продолжает экспериментирование Вертова, его брата и жены с техникой «киноглаза», призванной продемонстрировать широкие возможности киноязыка, принципиально отличные от возможностей литературы и театра. Вертов был убеждён, что те процессы, которые остаются вне поля человеческого зрения, способна запечатлеть современная кинотехника. Инструментом глубинного анализа повседневной реальности виделась монтажная обработка и ритмическая «перетасовка» отснятых изображений.
В начале фильма даётся авторская характеристика фильма:
Вниманию зрителей: настоящий фильм представляет собой опыт кинопередачи видимых явлений. Без помощи надписей (Фильм без надписей), без помощи сценария (Фильм без сценария), без помощи театра (Фильм без декораций, актёров и т. д.).
Эта экспериментальная работа направлена к созданию подлинно международного абсолютного языка кино на основе его полного отделения от языка театра и литературы.
Одним из главных персонажей фильма стал киносъёмочный аппарат, роль которого выполнила самая популярная в те годы французская камера Debrie Parvo. Она же, благодаря своей компактности, позволила снимать с самых неожиданных точек, продемонстрировав возможности «нового зрения». С помощью анимации камера на штативе «оживает», становясь альтер эго создателей фильма.

## Сюжет
Фильм составлен из коротких документальных фрагментов (зачастую всего несколько кадров), изображающих хаотичную жизнь современного города: движение транспорта и людей, труд рабочих на промышленных предприятиях, культурные мероприятия, медицинские учреждения. Здесь представлена подлинная энциклопедия операторских и монтажных техник: скошенные углы, съёмка в отражении, покадровая съёмка, ускоренная съёмка, совмещение двух и более изображений на одном кадре и так далее. На протяжении долгого времени Вертов и Кауфман с разнообразных ракурсов снимали на улицах Одессы, Киева и Москвы всё, что представлялось им интересным. На базе отснятого материала жена режиссёра Е. Свилова смонтировала практически абстрактный в своей бессюжетности фильм.

## Симфония монтажа
Человек с киноаппаратом находится в самом центре жизни, он вместе с ней дышит, слышит, ловит ритмы города и людей. Камера в руках человека не только средство фиксации жизни, а главный её участник.
Вертов отринул титры как элемент литературного повествования и открыл способ передачи смысла чисто кинематографическими средствами — через сложнейшие приёмы визуального сопоставления и ассоциативного монтажа. Сгущённость монтажных решений оставляет впечатление, что на экране за один раз происходят полдюжины разных событий, что отражает плотность чувственных ощущений в условиях современной городской жизни.
Джим Хоберман назвал «урбанистическую симфонию-калейдоскоп» Вертова кинематографическим эквивалентом джойсовского «Улисса»: благодаря визуальной рифмовке «каждый кадр вписан в те или иные ассоциативные ряды». По словам киноведа, «Человек с киноаппаратом» — главный кандидат на звание фильма с наибольшей плотностью монтажных склеек. Именно монтаж наполняет смыслом проносящиеся образы. В этом панегирике человеческому труду как процессу преобразования реальности цикл кинопроизводства сопоставлен с индустриальным конвейером, а ритмы обычного дня уподоблены круговращению жизни и смерти.
Вертов предлагает зрителям поставить себя на место кинематографистов, приглашает их воспринимать киноизображение (и, как следствие, окружающий мир) творчески. На протяжении фильма внимание всё время заостряется на том, как кинооператор и монтажёр не столько фиксируют, сколько заново конструируют окружающую их действительность.

## Звуковое сопровождение
Фильм немой, хотя его показ в кинотеатрах и сопровождался живой музыкой. Для современных переизданий было создано более десяти саундтреков. На рубеже XX и XXI вв. над звуковой дорожкой к фильму работали Alloy Orchestra (1995), Biosphere (1996), In The Nursery (1999), The Cinematic Orchestra (Man with a Movie Camera, 2002), Майкл Найман (2002) и многие другие. 

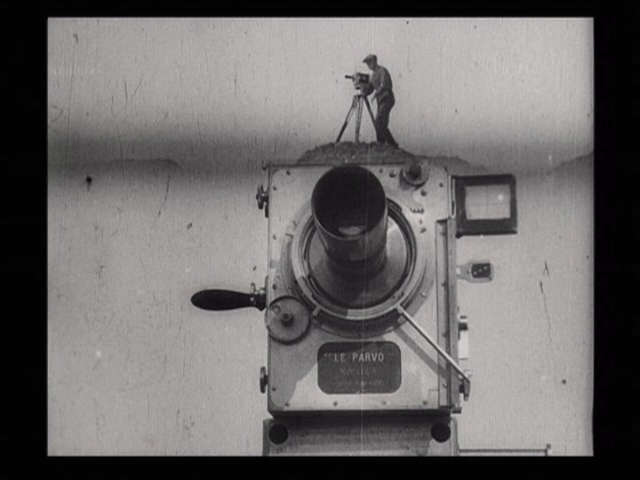
В руках главного героя в фильме снят популярный в те годы киносъёмочный аппарат «Дебри́».